# Ставка, Анатолий Григорьевич
Анато́лий Григо́рьевич Ста́вка (28 марта 1959, Смяч, Щорский район, Черниговская область, Украинская ССР, СССР) — советский и украинский футболист и тренер.
Выступал в первой лиге чемпионата СССР за «Зарю» (Луганск), во второй лиге чемпионата СССР и высшей — чемпионата Украины за «Судостроитель» / «Эвис» (Николаев). За николаевский клуб в чемпионатах СССР и Украины провел 337 игр, пропустил 330 мячей (284 (−274) +53 (−56). Всего за команды мастеров — более 500 игр. Мастер спорта СССР. Серебряный (1990) и дважды бронзовый призёр чемпионата УССР (1984, 1985).

## Игровая карьера
Футболом начал заниматься в Луганске, первый тренер — В. Д. Добижа, выпускник Луганской школы-интерната спортивного профиля.
Четыре сезона провёл в «Заре», но место в основном составе луганской команды завоевать не смог. В 1983 году по приглашению Евгения Кучеревского перешёл в николаевский «Судостроитель». В команде провёл 11 сезонов. Выходил на поле с капитанской повязкой. Завершил карьеру в 1995 году в кременчугском «Нефтехимике».

## Статистика игр за «Николаев»
| Клуб                | Сезон               | Чемпионат | Чемпионат | Кубок | Кубок | Итого | Итого |
| Клуб                | Сезон               | Игры      | Голы      | Игры  | Голы  | Игры  | Голы  |
| ------------------- | ------------------- | --------- | --------- | ----- | ----- | ----- | ----- |
| Судостроитель       | 1984                | 32        | −15       | —     | —     | 32    | −15   |
| Судостроитель       | 1985                | 40        | −36       | 1     | −2    | 41    | −38   |
| Судостроитель       | 1986                | 37        | −35       | 1     | −2    | 38    | −37   |
| Судостроитель       | 1987                | 48        | −59       | 1     | −3    | 49    | −62   |
| Судостроитель       | 1988                | 22        | −14       | —     | —     | 22    | −14   |
| Судостроитель       | 1989                | 30        | −32       | —     | —     | 30    | −32   |
| Судостроитель       | 1990                | 35        | −28       | —     | —     | 35    | −28   |
| Судостроитель       | 1991                | 40        | −55       | —     | —     | 40    | −55   |
| Судостроитель       | Итого               | 284       | −274      | 3     | −7    | 287   | −281  |
| Эвис                | 1992                | 16        | −27       | 0     | 0     | 16    | −27   |
| Эвис                | 1992/93             | 22        | −18       | 4     | −4    | 26    | −22   |
| Эвис                | 1993/94             | 15        | −14       | 1     | −2    | 16    | −16   |
| Эвис                | Итого               | 53        | −59       | 5     | −6    | 58    | −65   |
| Всего за «Николаев» | Всего за «Николаев» | 337       | −333      | 8     | −13   | 345   | −346  |

## Тренерская карьера
С января 1996 года по 2003 год тренировал вратарей в СК «Николаев». В 2004 году главный тренер южноукраинской «Олимпии ФК АЭС». С 2005 по 2008 — тренер киевской «Оболони». В 2008 году вернулся в МФК «Николаев» где и работает по настоящее время.

## Семья
Жена Галина. Сын Игорь — футбольный арбитр. Дочь Яна замужем за футболистом Вячеславом Жениленко.